# Serie Mundial de 1999
La Serie Mundial de 1999 presentó el enfrentamiento entre los campeones defensores los New York Yankees y los  Atlanta Braves, siendo así la revancha de la Serie Mundial de 1996, con los Yankees barriendo la serie en cuatro juegos para obtener su segundo título consecutivo y su 25 en total, en cambio los Braves perderían por cuarta vez la Serie Mundial en la década (1991, 1992, 1996 y 1999).

## Resumen
AL New York Yankees (4) vs NL Atlanta Braves (0)
| Juego | Marcador                                              | Fecha         | Lugar          | Público |
| ----- | ----------------------------------------------------- | ------------- | -------------- | ------- |
| 1     | New York Yankees - 4, Atlanta Braves - 1              | 23 de octubre | Turner Field   | 51,342  |
| 2     | New York Yankees - 7, Atlanta Braves - 2              | 24 de octubre | Turner Field   | 51,226  |
| 3     | Atlanta Braves - 5, New York Yankees - 6 (10 innings) | 26 de octubre | Yankee Stadium | 56,794  |
| 4     | Atlanta Braves - 1, New York Yankees - 4              | 27 de octubre | Yankee Stadium | 56,752  |

|                                                           |
| Campeón de las Grandes Ligas New York Yankees 25.º título |